# Шомон де Ла-Мильер, Антуан-Луи
Антуа́н-Луи Шомо́н де Ла-Милье́р (фр. Antoine-Louis Chaumont de La Millière; 1746 год — 1803 год) — французский администратор, управлявший ведомством путей сообщения и Школой мостов и дорог.
С 1781 по 1792 г. управлял ведомством путей сообщения (des ponts et chaussées), в этом качестве построил много мостов, каналов и дорог, и дал своему ведомству прочную организацию, которая легла в основу преобразований, произведённых учредительным собранием. Людовик XVI считал Шомона безусловно честным человеком и дважды — в 1787 году и в 1790 году — хотел его сделать генерал-контролёром финансов (королевским казначеем), но Шомон не соглашался взять на себя эту должность.